# Albert Sands Southworth

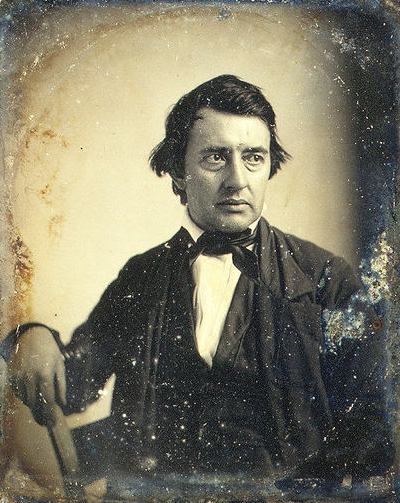
Albert Sands Southworth (ca. 1845–1850)

Albert Sands Southworth (* 12. März 1811 in West Fairlee, Orange County, Vermont; † 3. März 1894 in Charlestown, Massachusetts) war ein US-amerikanischer Fotopionier. Er und sein Partner Josiah Johnson Hawes gelten als die bedeutendsten amerikanischen Porträtfotografen des 19. Jahrhunderts.

## Leben

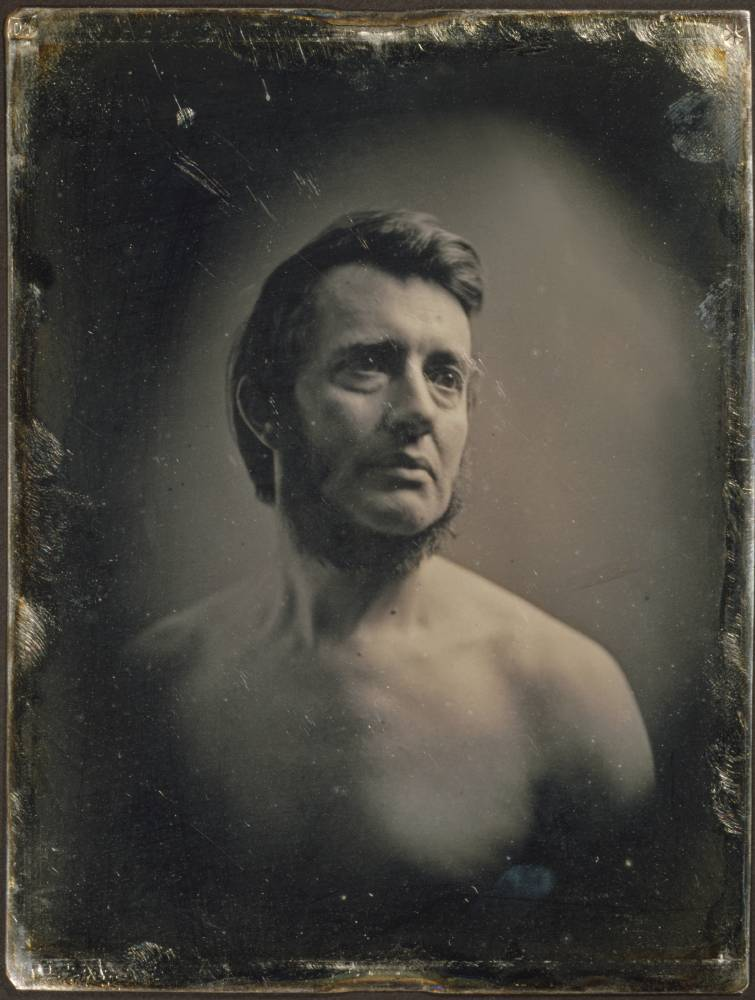
Albert Southworth (um 1848)

Albert Southworth, 1811 in der kleinen Stadt West Fairlee im Orange County im Bundesstaat Vermont geboren, besuchte die Phillips Academy in Andover (Massachusetts) nahe Boston und ließ sich danach in Cabotville (heute Chicopee) nieder.
1839 machte ihn sein ehemaliger Mitschüler Joseph Pennel mit der Daguerreotypie bekannt. Im Alter von achtundzwanzig Jahren ging er nach New York und erlernte das Daguerreotypie-Verfahren bei Samuel Morse. Im Mai 1840 wurden Southworth und Pennel Partner. Im Frühjahr 1841 übersiedelten sie von Cabotville nach Boston und führten ihr Fotostudio zuerst am Scollay Square und  ab 1843 in der Tremont Row.  Im selben Jahr beendete Pennel die Partnerschaft und Josiah Johnson Hawes (1808–1901) wurde sein Nachfolger.
Von 1849 bis 1851 ging Southworth vom Goldrausch angezogen nach Kalifornien. 1863 trennte er sich nach zwanzig Jahren von seinem Partner Josiah J. Hawes. Er arbeitete weiterhin als Fotograf und beschäftigte sich mit Graphologie.

## Southworth & Hawes
Southworth und Hawes betrieben die Daguerreotypie als Kunstform; ein Anspruch, der sowohl in den Aufnahmen als auch in der Preisgestaltung seinen Ausdruck fand. Koloriert wurden die Daguerrotypien von Hawes und seiner Frau Nancy. Zum Kundenkreis des Ateliers in der Tremont Row 51 gehörte vor allem das vornehme und wohlhabende Bürgertum Bostons. Zu den bekannten von Southworth & Hawes porträtierten Personen zählen unter anderen Robert Browning, John Quincy Adams, Lajos Kossuth, Henry Wadsworth Longfellow, Lola Montez und Ralph Waldo Emerson.
Southworth und Hawes sahen in der Stereoskopie den Beginn einer neuen Ära in der Fotografie und entwickelten in der Folge das Grand Parlor and Gallery Stereoskop. Sie erhielten darauf ein Patent, doch wurden nur drei Geräte gebaut.
Eine der bekanntesten Aufnahmen von Southworth & Hawes zeigt die nachgestellte Szene der ersten öffentlichen Operation, bei der ein Patient mit Äther narkotisiert wurde – die Geburtsstunde der modernen Anästhesie. Der Eingriff fand am 16. Oktober 1846 statt, die Aufnahme entstand einige Tage danach.

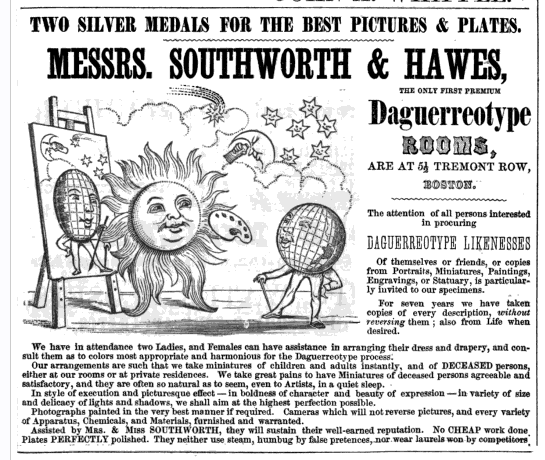
Anzeige von Southworth & Hawes im Boston Directory (1848)
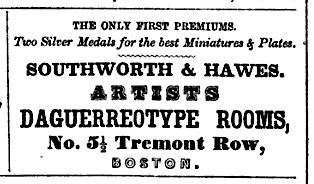
(1849)
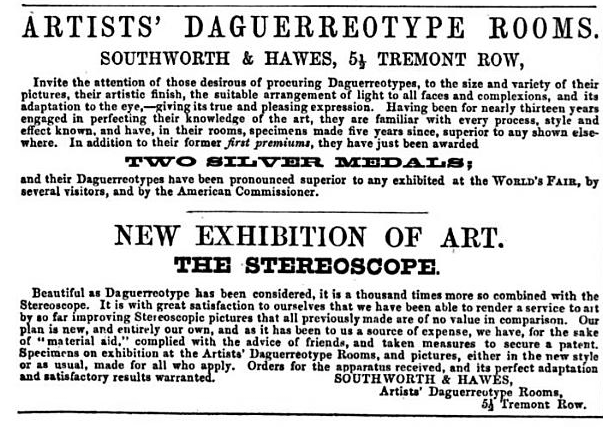
(1852)
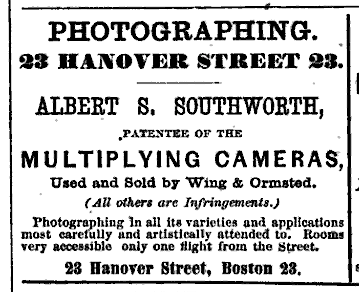
Anzeige von Albert S. Southworth im Boston Directory (1868)

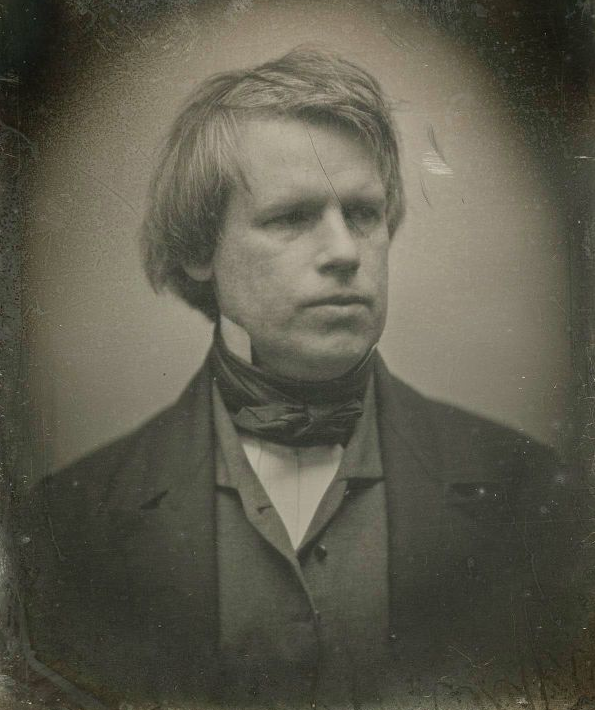
Josiah Johnson Hawes (um 1850–1855)
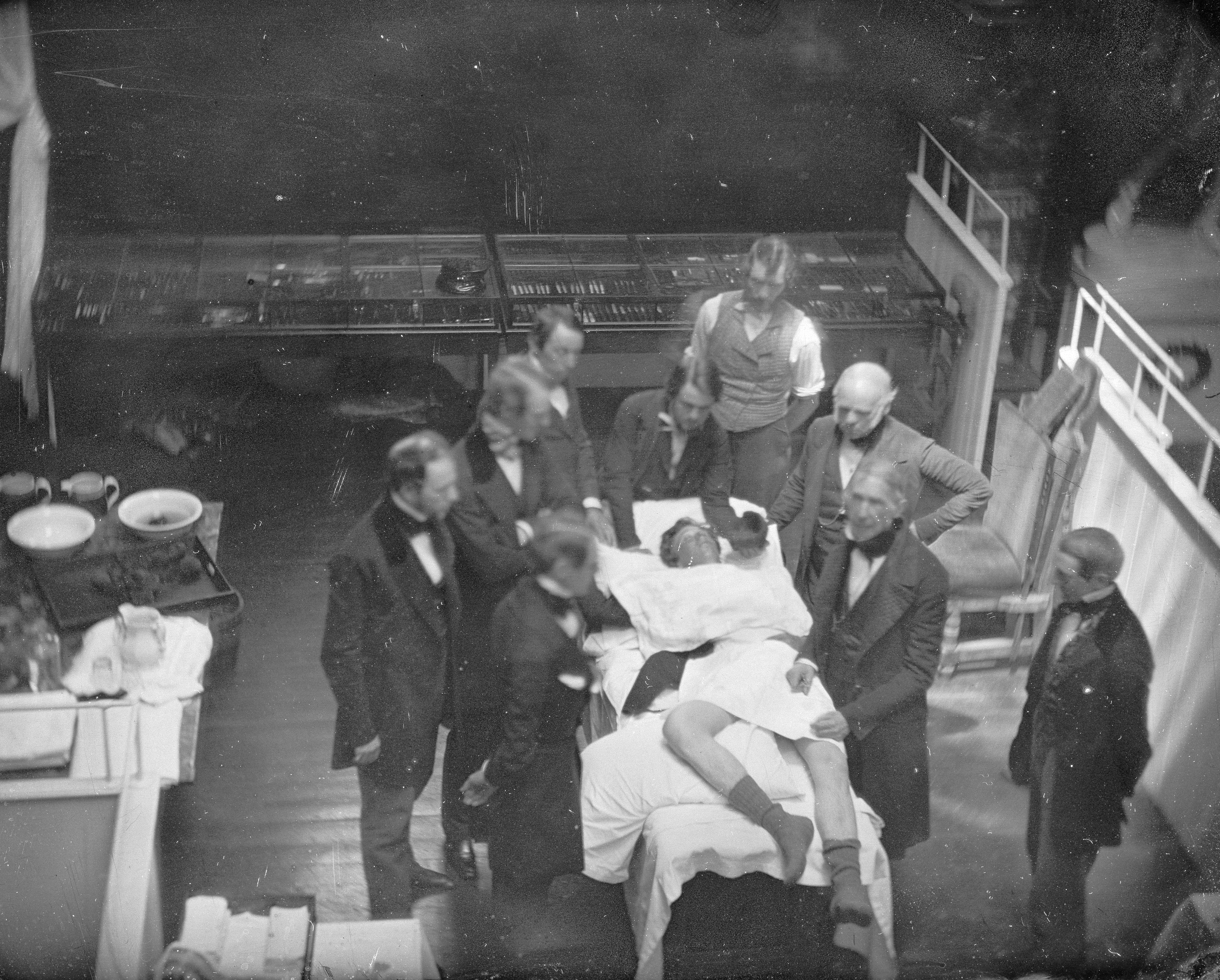
Der „Äthertag von Boston“ („Death of Pain“) im später als Äther-Dom bekannt gewordenen Operationssaal
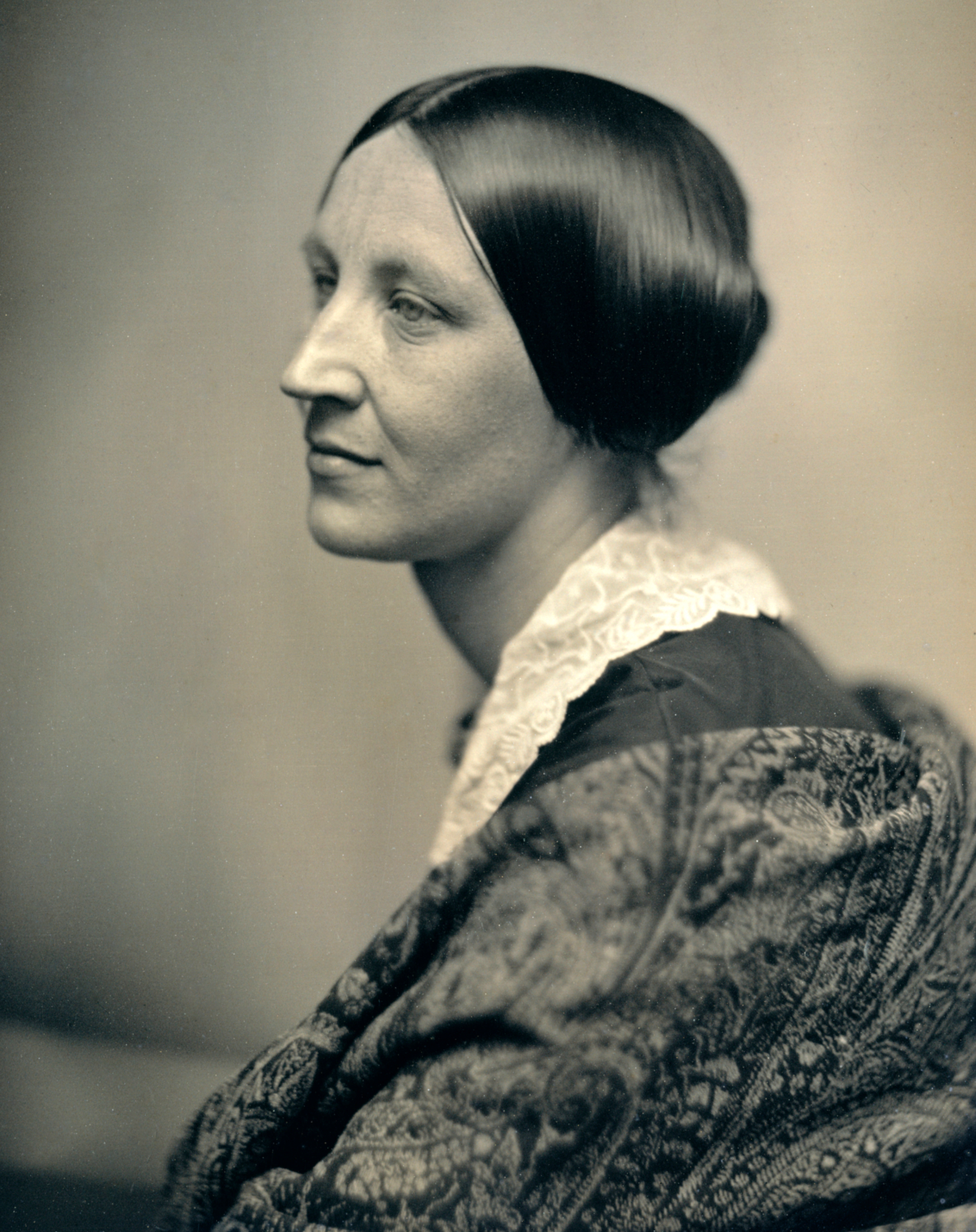
Unbekannte Frau (um 1850)
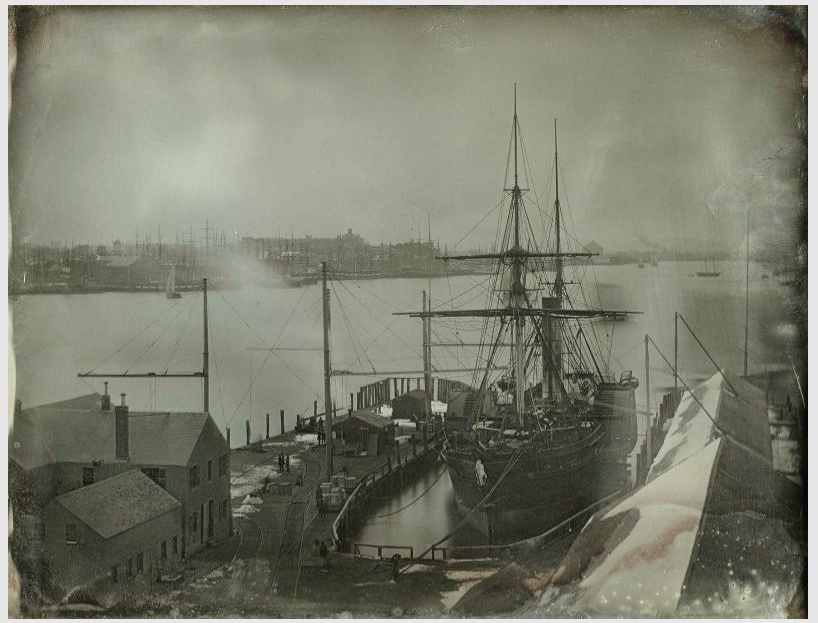
Die Niagara im Atlantic Dock, East Boston (um 1855)
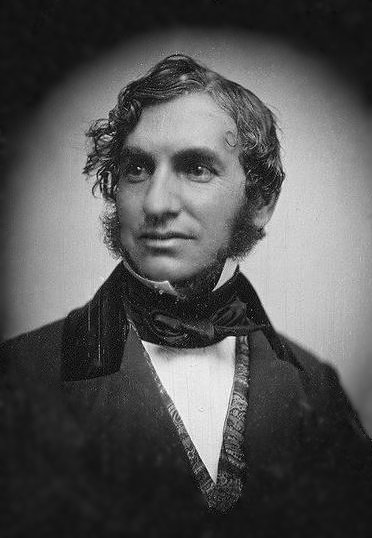
Henry W. Longfellow (um 1850)
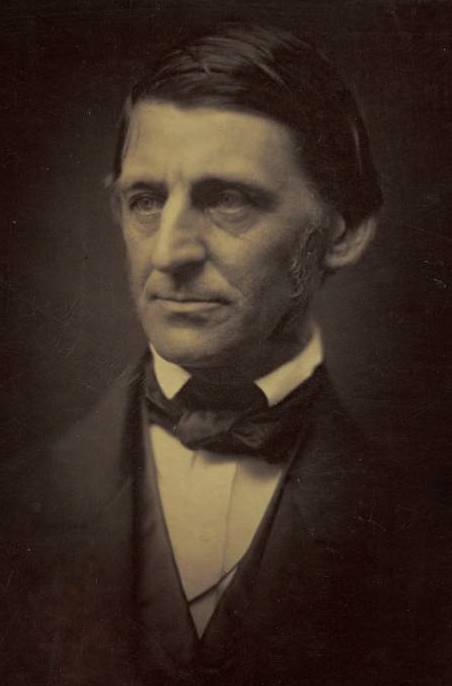
Ralph Waldo Emerson (ca. 1857)